# Кофи Анан
Вижте пояснителната страница за други личности с името Анан.
Кофи Ата Анан (на английски: Kofi Atta Annan) е ганайски дипломат, дългогодишен служител в администрацията на Организацията на обединените нации. Произхожда от богато ганайско семейство. На 1 януари 1997 г. той сменя Бутрос Бутрос-Гали като седмия генерален секретар на ООН. През 2001 г. получава, заедно с ООН, Нобелова награда за мир. На 13 октомври 2006 г. Общото събрание на ООН избира единодушно Бан Ки Мун за нов генерален секретар на Обединените нации, който встъпи в длъжност от 1 януари 2007 г.
Получава магистърска степен от Масачузетския технологичен институт през 1972 г. Като студент членува в най-голямата студентска организация в света AIESEC.
Умира на 18 август 2018 г. в Берн, Швейцария.

## Критика
На Кофи Анан се приписва съотговорност за геноцида в Руанда през 1994 г., тъй като той не е дал гласност на новините от Руанда за геноцида (повече от 800 000 убити) и ги е омаловажил. Особено му се приписва вина във връзка с докладите на ген. Roméo Dallaire, чиито настоятелни молби за намеса остават без отговор.

## Награди и отличия
Награди
- Prix Conscience planétaire, присъдена му през 1999 г. от Будапещенския клуб[3]
- Орден на звездата на Гана за 2000
- Орден на звездата на Румъния за 2001
- Нобелова награда за мир за 2001
- Награда за свобода на мисълта „Сахаров“ през 2003
- Орден на свободата на Португалия за 2005
- Награда „Улоф Палме“ през 2006
- Орден на златното сърце на Кения за 2007
- Prix Nord-Sud на Съвета на Европа през 2007
- Международна награда на Вестфалския мир през 2008

Почетни докторати
- Национален университет на Ирландия в Дъблин (Ирландия): 22 януари 1999
- Технически университет Дрезден (Германия): 26 април 1999
- Университет Хауърд (САЩ): 8 май 1999
- Лундски университет (Швеция): 1999
- Принстънски университет (САЩ)[4]
- Свободен университет в Берлин (Германия): 13 юли 2001
- Женевски университет (Швейцария): 7 юни 2002
- Тилбургски университет (Нидерландия): 2002
- Питсбъргски университет (САЩ): 21 октомври 2003
- Университет Карлтън (Канада): 9 март 2004
- Гентски университет (Белгия): 2004
- Университет на Отава (Канада): 9 март 2004
- Пенсилвански университет (САЩ): 16 май 2005
- Нов университет на Лисабон (Португалия): 12 октомври 2005
- Токийски университет (Япония): 18 май 2006
- Университет в Упсала (Швеция): 2007
- Кингс Колидж (Лондон) (Великобритания): 28 май 2008
- Нюшателски университет (Швейцария): 1 ноември 2008